# Episodi di Angry Birds Toons (seconda stagione)
La seconda stagione della serie animata Angry Birds Toons è stata distribuita per la prima volta dal 19 ottobre 2014 al 12 aprile 2015. In Italia va in onda su Pop.

## Lista degli episodi
1. Caccia al tesoro
2. I Dolci del destino
3. La festa!
4. Nascondino
5. Nuota o affonda
6. Super Bomb!
7. Proprio così
8. Il miracolo della vita
9. La grotta dei maialini
10. Gioie per i maialini
11. Dogzilla
12. Fratello macigno
13. Ti presento i Pony
14. Mai senza il mio casco
15. Il re del ring
16. Sir Bomb di Hamelot
17. Ambizione barbuta
18. Esaurimento
19. Chuck il rallentatore
20. Hocus Porcus
21. Mangiare fuori
22. La grande fuga
23. Dormire come un maiale
24. Foto brutta
25. Il maiale posseduto
26. Duello musicale